# HD191654
HD191654 — хімічно пекулярна зоря спектрального класу A2, що має видиму зоряну величину в смузі V приблизно  8,3.
Вона  розташована на відстані близько 1976,7 світлових років від Сонця.

## Пекулярний хімічний склад
Зоряна атмосфера HD191654 має підвищений вміст 
Cr
.